# De Vries (månekrater)
 For alternative betydninger, se De Vries. (Se også artikler, som begynder med De Vries)
De Vries er et nedslagskrater på Månen. Det befinder sig på Månens bagside og er opkaldt efter den hollandske botaniker Hugo De Vries (1848 – 1935).
Navnet blev officielt tildelt af den Internationale Astronomiske Union (IAU) i 1970.

## Omgivelser
De Vrieskrateret ligger omtrent midtvejs mellem Racahkrateret mod nord-nordvest og Orlovkrateret mod syd-sydøst. Mellem De Vries og Orlov ligger en unavngivet bjergomgiven slette, hvis omkreds slutter sig til de to kraterrande.

## Karakteristika
Krateret er ikke særligt eroderet, omend et lille krater er forbundet med ydersiden af den nordlige rand. I den noget ujævne kraterbund ligger en bred central højde, som er forskudt lidt mod nordøst for midtpunktet.

## Satellitkratere
De kratere, som kaldes satellitter, er små kratere beliggende i eller nær hovedkrateret. Deres dannelse er sædvanligvis sket uafhængigt af dette, men de får samme navn som hovedkrateret med tilføjelse af et stort bogstav. På kort over Månen er det en konvention at identificere dem ved at placere dette bogstav på den side af satellitkraterets midte, som ligger nærmest hovedkrateret. De Vrieskrateret har følgende satellitkratere:
| De Vries | Længde  | Bredde   | Diameter |
| -------- | ------- | -------- | -------- |
| D        | 18,9° S | 174,3° V | 19 km    |
| N        | 21,5° S | 177,3° V | 30 km    |
| R        | 20,7° S | 178,4° V | 14 km    |

## Måneatlas
- De Vries i Lpi-måneatlasset. Arkiveret 3. marts 2016 hos  Wayback Machine